# Trầm tích

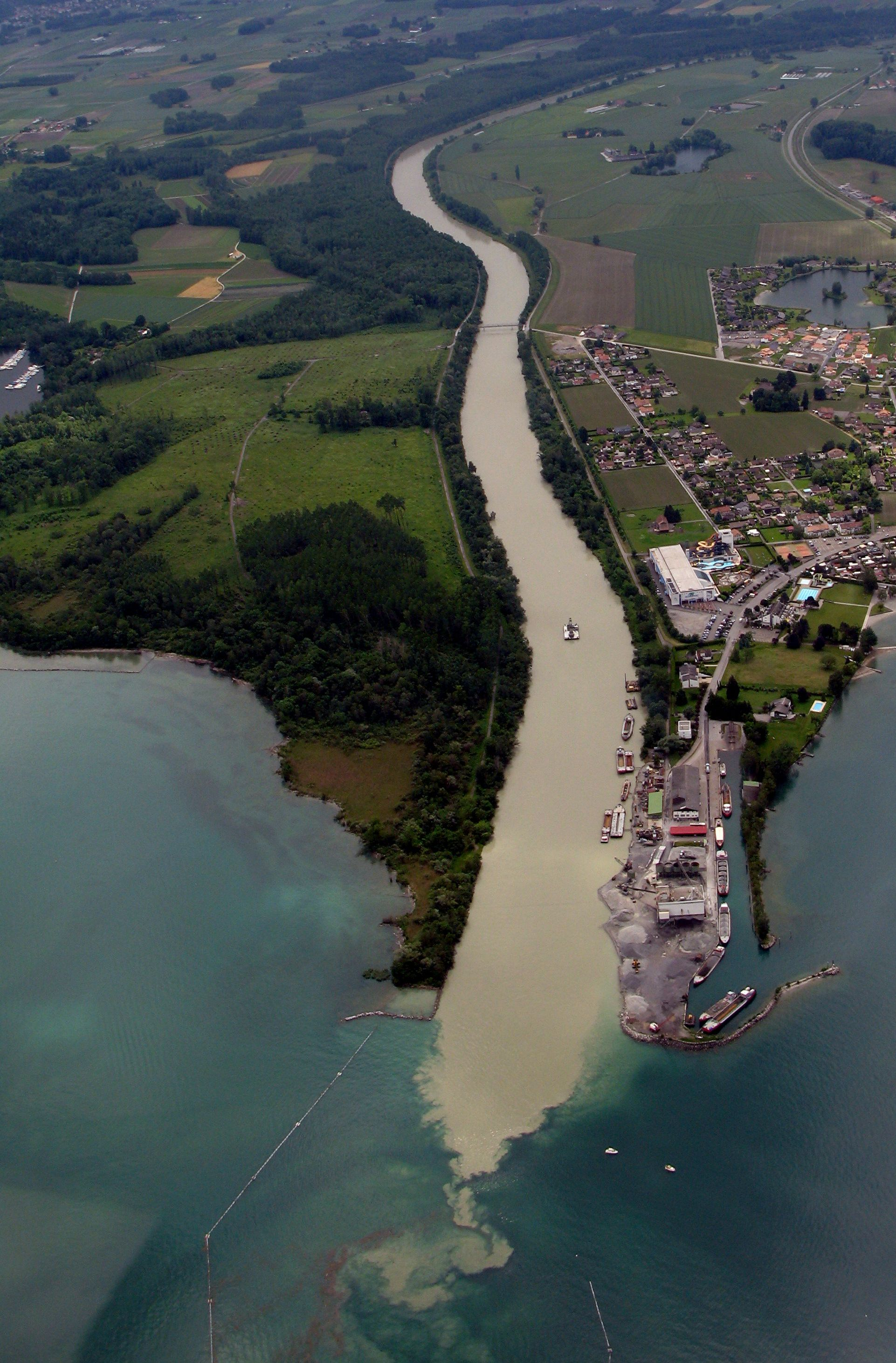
Sông Rhône chảy vào Hồ Geneva.

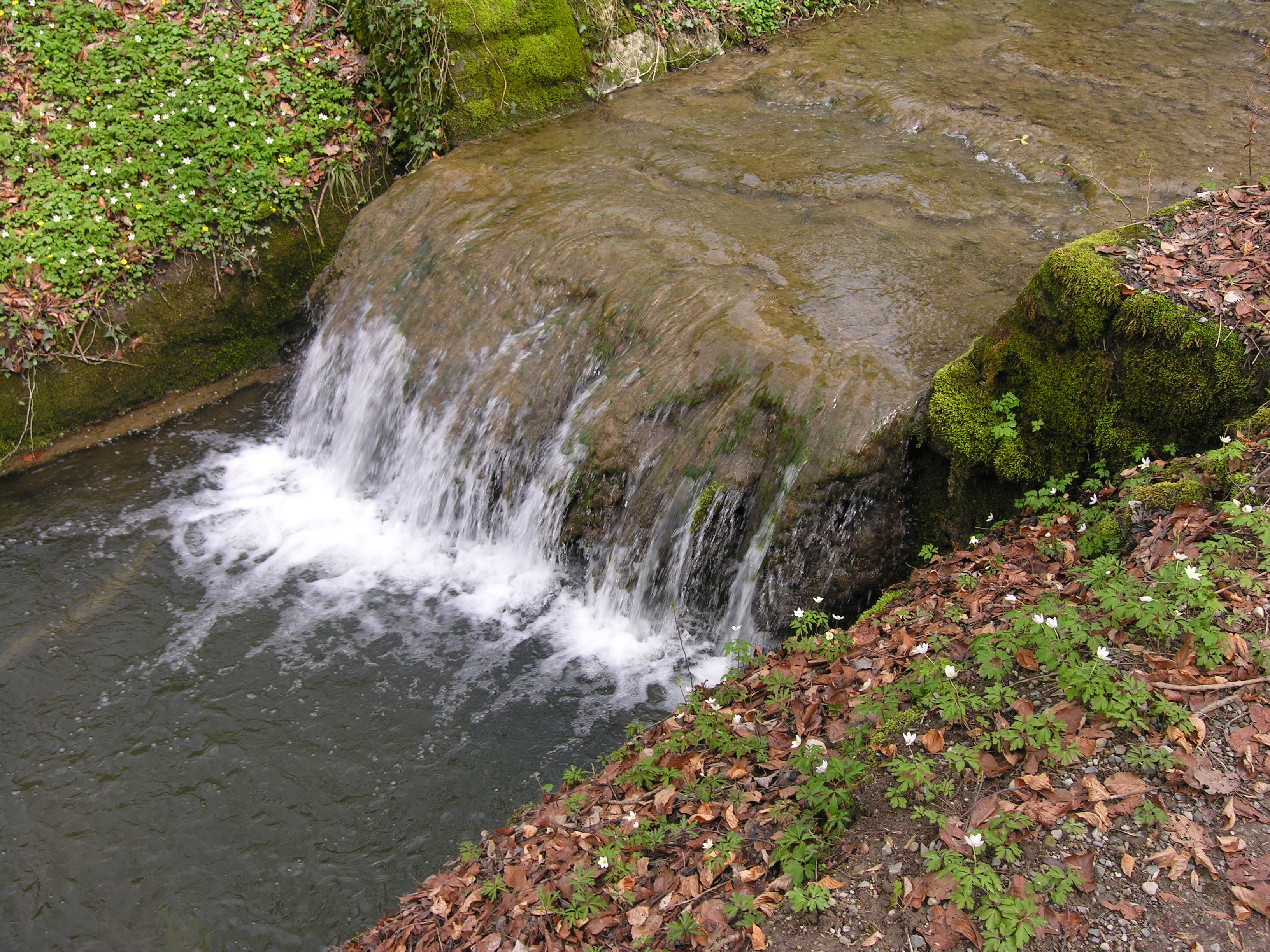
Trầm tích được tạo nên trên các công trình chặn nước nhân tạo vì các công trình này giảm tốc độ dòng chảy của nước và dòng chảy không thể mang nhiều trầm tích đi.

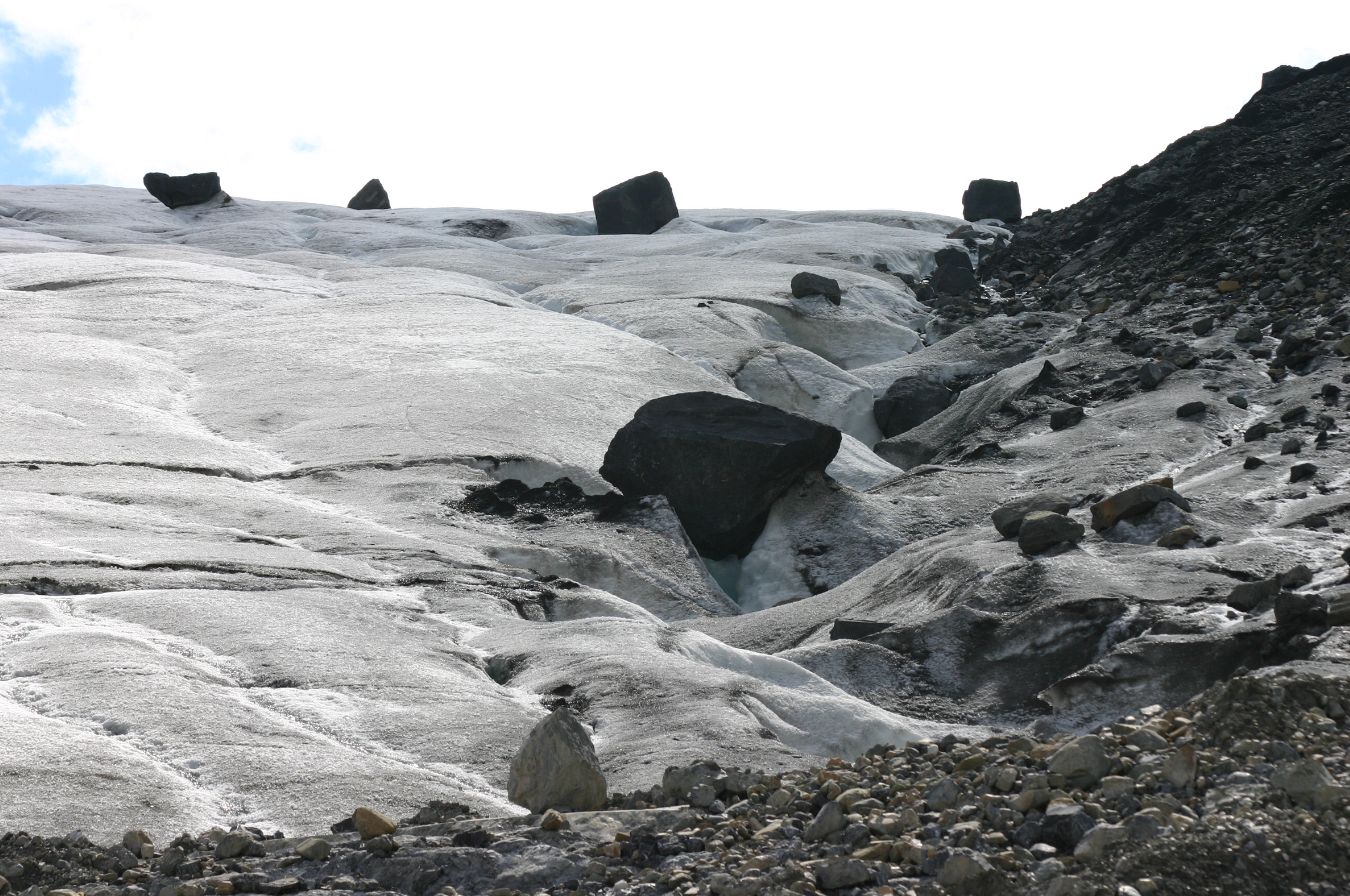
Sự vận chuyển các tảng nước đá. Các tảng này có thể được tích tụ thành các tầng trầm tích đá.

Trầm tích là các thể lắng đọng các vật liệu đất đá sinh ra từ quá trình địa chất hoặc thiên nhiên khác .
Hầu hết các vật liệu tạo trầm tích là sản phẩm của quá trình phong hóa và xói mòn đất đá. Những vật liệu này có kích cỡ khác nhau, từ các tảng lớn, sỏi cuội cát đến các chất cặn lơ lửng hoặc tan được trong nước. Các vật liệu có thể nằm tại chỗ, hoặc dưới tác động của nước, băng, gió hoặc trọng lực được vận chuyển tới nơi khác thì dừng lại và tích tụ . Ngoài ra còn có lượng cực nhỏ bụi vũ trụ, chỉ thể hiện ở trầm tích đại dương tại vùng có nền ổn định trong thời gian dài.
Quá trình tích tụ vật liệu để tạo nên các lớp trầm tích gọi là quá trình trầm tích. Quá trình trầm tích chủ yếu là quá trình cơ học, các vật liệu lắng do trọng lực. Tại vùng biển ven bờ thì xảy ra kết tủa các chất cặn do phản ứng khi gặp nước biển mặn.
Biển, sông, hồ là nơi tích lũy các trầm tích chủ yếu. Đồng bằng châu thổ là điển hình của quá trình trầm tích sông ngòi. Những khu sa mạc, hoang thổ là những ví dụ về trầm tích do gió tạo ra. Các vụ sụp đổ do trọng lực cũng tạo ra các trầm tích đá như ở các khu vực karst.
Theo thời gian trầm tích chuyển thành đá trầm tích. Các đá trầm tích có thể chứa hóa thạch. Các trầm tích cũng là nơi tạo ra các nhiên liệu hóa thạch như than đá, khí thiên nhiên, dầu mỏ.

## Phân loại
Trầm tích có thể được phân loại dựa trên kích thước hạt và/hoặc thành phần của nó.

### Kích thước hạt

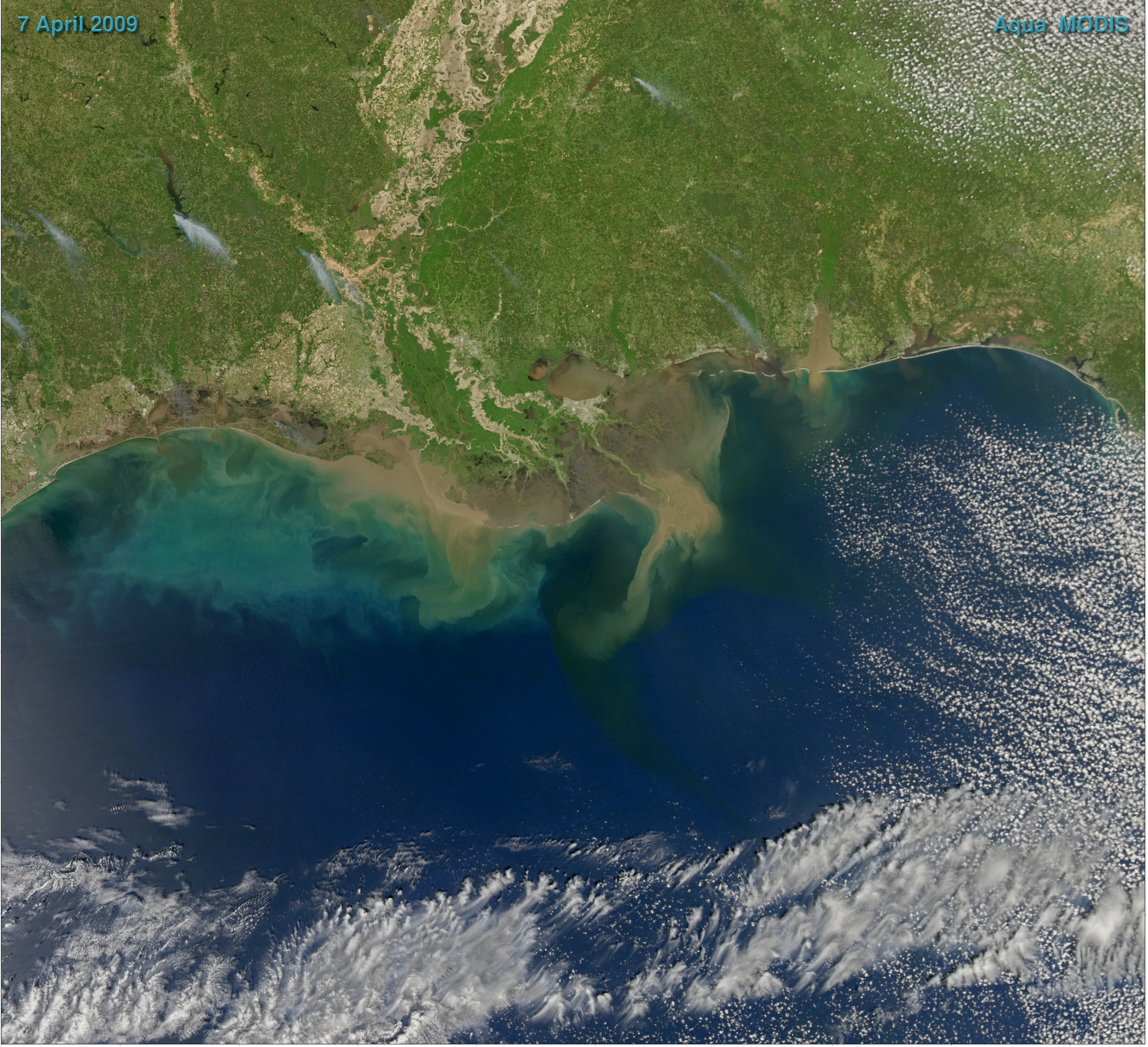
Trầm tích trong vịnh Mexico

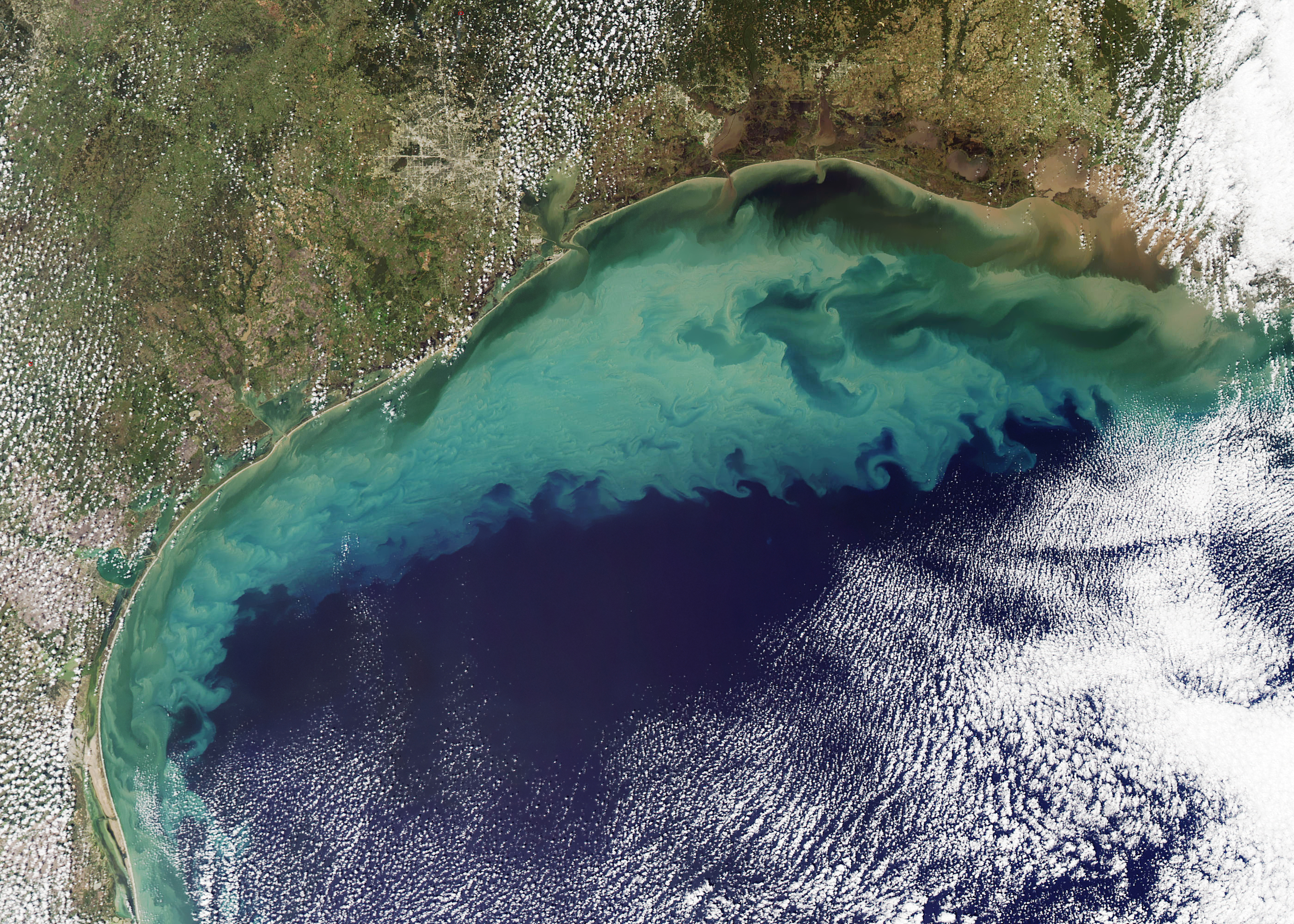

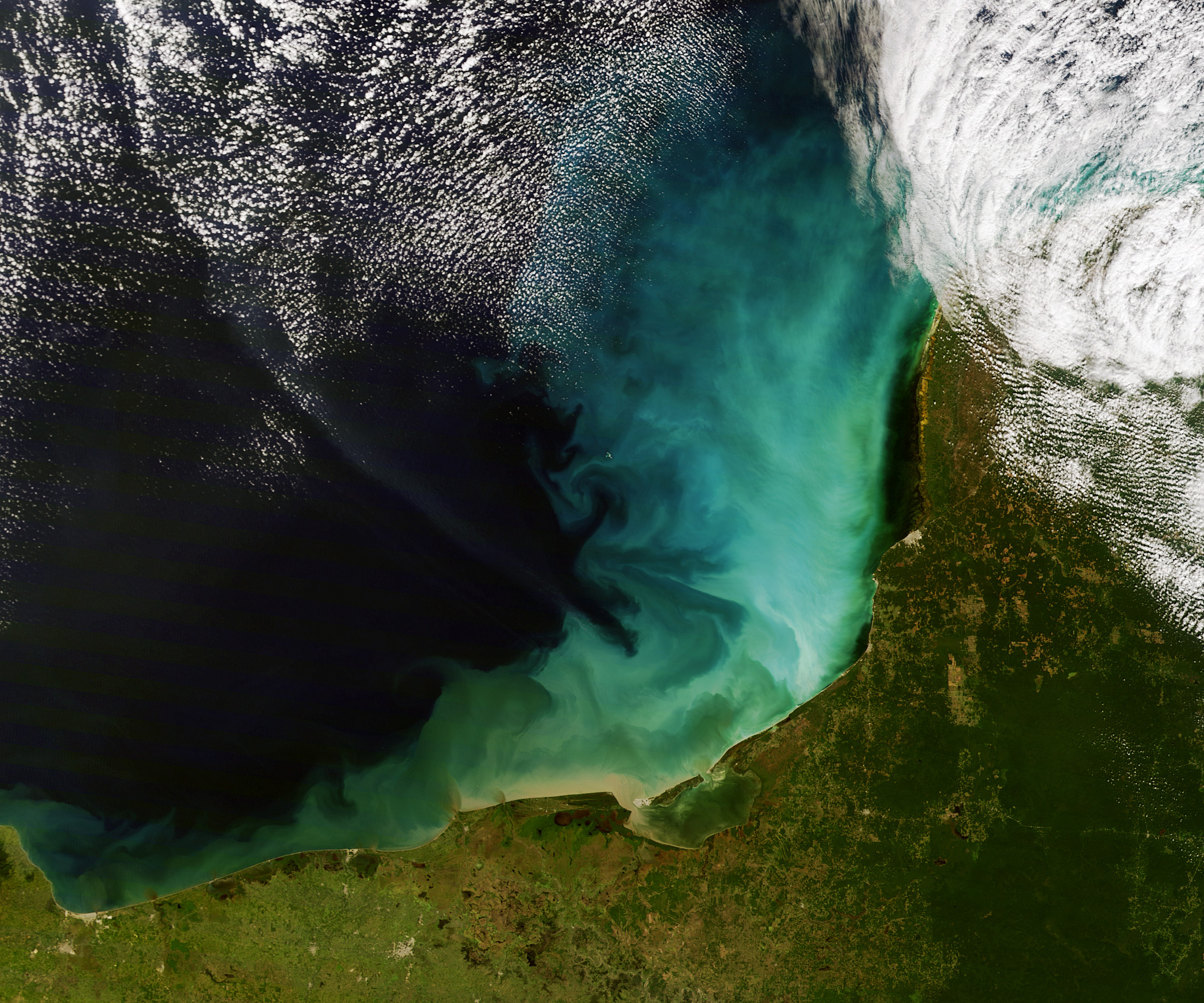
Trầm tích ngoài khơi bán đảo Yucatán

Kích thước trầm tích được đo theo hàm log cơ số 2, được gọi là tỉ lệ "Phi", phân loại các hạt theo kích với dạng "keo" đến "tảng".
| Thang φ  | Cỡ hạt (metric) | Cỡ hạt (inches)   | Thể kết hợp (Wentworth) | Tên khác |
| -------- | --------------- | ----------------- | ----------------------- | -------- |
| < -8     | > 256 mm        | > 10.1 in         | Tảng                    |          |
| -6 to -8 | 64–256 mm       | 2.5–10.1 in       | Cuội                    |          |
| -5 to -6 | 32–64 mm        | 1.26–2.5 in       | Sạn thô                 | Sỏi      |
| -4 to -5 | 16–32 mm        | 0.63–1.26 in      | Sạn thô                 | Sỏi      |
| -3 to -4 | 8–16 mm         | 0.31–0.63 in      | Sạn trung               | Sỏi      |
| -2 to -3 | 4–8 mm          | 0.157–0.31 in     | Sạn mịn                 | Pebble   |
| -1 to -2 | 2–4 mm          | 0.079–0.157 in    | Sạn rất mịn             | Granule  |
| 0 to -1  | 1–2 mm          | 0.039–0.079 in    | Cát hạt rất thô         |          |
| 1 to 0   | 0.5–1 mm        | 0.020–0.039 in    | Cát hạt thô             |          |
| 2 to 1   | 0.25–0.5 mm     | 0.010–0.020 in    | Cát hạt trung           |          |
| 3 to 2   | 125–250 µm      | 0.0049–0.010 in   | Cát hạt mịn             |          |
| 4 to 3   | 62.5–125 µm     | 0.0025–0.0049 in  | Cát hạt rất mịn         |          |
| 8 to 4   | 3.9–62.5 µm     | 0.00015–0.0025 in | Bột (trầm tích)         | Bùn      |
| > 8      | < 3.9 µm        | < 0.00015 in      | Sét                     | Bùn      |
| >10      | < 1 µm          | < 0.000039 in     | Keo                     | Bùn      |

### Thành phần
Thành phần trầm tích có thể được đo theo:
- Đá mẹ (vỡ ra thành mảng vụn)
- Thành phần khoáng vật
- Thành phần hóa học